# Анжело Еснар
Анжел Луис Мари Еснар (на френски: Angel Louis Marie Hesnard) е френски психоаналитик, един от основателите на Парижкото психоаналитично общество.

## Биография
Роден е на 22 май 1886 година в Понтиви, Франция, в семейството на Анжело Теодос Еснар и Лелия Бланкон. Първоначално учи в родния си град, а след това влиза в École de Santé de la Marine et des Colonies на 20 октомври 1905 г. Пише дисертация на тема „Les troubles de la personnalité dans lesétats d'asthénie psychique“, а след това продължава военната си кариера в Тулон. В периода 1910 – 1912 г. служи на брониран крайцер в Средния Изток.
През ноември 1926 г. става един от основателите на Парижкото психоаналитично общество, като преминава и през постовете вицепрезидент (1928) и президент (1930). Еснар отказва да се подложи на обучителна анализа и не променя тази своя позиция през целия си живот. 
Умира на 17 април 1969 година в Рошфор на 82-годишна възраст.

## Кратка библиография
- Hesnard, Angélo. (1960). L'Œuvre de Freud et son importance pour le monde moderne. Preface by M. Merleau-Ponty, Paris: Payot.
- Régis, Emmanuel and Hesnard, Angélo. (1913). La doctrine de Freud et de sonécole (1re partie). L'Encéphale, VIII, 10 април 1913, p. 356 – 378.
- Hesnard, Angélo. (1914). La psychoanalyse des névroses et des psychoses. Ses applications médicales et extra-médicales. Paris: Félix Alcan.